# Finale della UEFA Europa League 2012-2013
La finale della 4ª edizione della Europa League si è disputata il 15 maggio 2013 all'Amsterdam ArenA di Amsterdam, nei Paesi Bassi, tra i portoghesi del Benfica e gli inglesi del Chelsea.
L'incontro, arbitrato dall'olandese Björn Kuipers, ha visto la vittoria degli inglesi, che si sono imposti per 2-1 sui portoghesi, conquistando il trofeo per la prima volta. Il Chelsea ha ottenuto inoltre il diritto di affrontare i vincitori della UEFA Champions League 2012-2013, i tedeschi del Bayern Monaco, nella Supercoppa UEFA 2013.

## Le squadre
| Squadre | Partecipazioni precedenti |
| ------- | ------------------------- |
| Benfica | 1 (1983)                  |
| Chelsea | Nessuna                   |

## Antefatti
La finale del 2013 è il terzo incontro in competizioni UEFA tra Benfica e Chelsea, dopo i due precedenti nei quarti di finale della Champions League 2011-2012. Per i portoghesi si tratta della seconda presenza nell'atto conclusivo della competizione, dopo quello perso nel 1983, mentre per l'allenatore Jorge Jesus è la prima apparizione in assoluto. Per gli inglesi si tratta invece della prima finale in tale torneo; al contrario del tecnico Rafael Benítez, che è alla sua seconda dopo quella raggiunta nel 2004 alla guida del Valencia.

## Sede
La partita si è giocata all'Amsterdam ArenA di Amsterdam, che ha ospitato la finale di UEFA Europa League per la prima volta ed è inoltre tornata come palcoscenico di un atto conclusivo europeo dopo quindici anni dall'ultimo disputato, mentre si tratta della terza finale nella storia della manifestazione a svolgersi nei Paesi Bassi, dopo quelle del 2002 e 2006, in seguito all'introduzione della gara unica. Prendendo in considerazione tutte le maggiori competizioni confederali, si tratta della quattordicesima finale europea in gara secca ad avere luogo in territorio olandese, dopo le due sopracitate di Coppa UEFA/Europa League, le quattro di Coppa dei Campioni/Champions League (1962, 1972, 1982 e 1998) e le sette di Coppa delle Coppe (1963, 1968, 1974, 1977, 1985, 1991 e 1997).

## Il cammino verso la finale

### Benfica
Il Benfica di Jorge Jesus viene inserito nel gruppo G di Champions League insieme agli spagnoli del Barcellona, ai russi dello Spartak Mosca e agli scozzesi del Celtic. Nell'incontro d'esordio, i portoghesi pareggiano per 0-0 in trasferta contro il Celtic, prima di essere battuti in casa per 2-0 dal Barcellona; nella doppia sfida contro lo Spartak Mosca arrivano una sconfitta esterna per 2-1 ed una vittoria interna per 2-0. Il girone si chiude con un trionfo casalingo per 2-1 ai danni degli scozzesi ed un pareggio in trasferta per 0-0 con gli spagnoli, che determinano tuttavia il terzo posto in classifica con 8 punti conquistati, frutto di due successi, due pari e due battute d'arresto, i quali costringono appunto i lusitani al ripescaggio in Europa League.
Nei sedicesimi di finale, il Benfica viene sorteggiato con i tedeschi del Bayer Leverkusen, eliminandoli con un risultato complessivo di 3-1 tra andata, vinta per 1-0 in trasferta, e ritorno, trionfo per 2-1 in casa. Agli ottavi di finale, i portoghesi incontrano i francesi del Bordeaux, battendoli con un aggregato totale di 4-2 nel doppio confronto, determinato dal successo interno per 1-0 e da quello esterno per 3-2. Ai quarti di finale, i lusitani pescano gli inglesi del Newcastle Utd, superandoli con un computo globale di 4-2 nella doppia sfida, generato dalla vittoria per 3-1 allo stadio da Luz e dal pareggio per 1-1 al St. James' Park. Nelle semifinali, Le Aquile affrontano i turchi del Fenerbahçe, avendo la meglio con un risultato complessivo di 3-2 nel doppio incrocio, perdendo per 1-0 ad Istanbul nella gara d'andata e vincendo per 3-1 in quella di ritorno a Lisbona (decidono la doppietta di Óscar Cardozo e la rete di Nicolás Gaitán). Per il club iberico si tratta della seconda finale nella manifestazione, a trent'anni di distanza dall'ultima disputata.

### Chelsea
Il Chelsea campione d'Europa uscente di Rafael Benítez (subentrato a stagione in corso al posto dell'esonerato Roberto Di Matteo) è inserito nel gruppo E di Champions League con gli ucraini dello Šachtar, gli italiani della Juventus e i danesi del Nordsjælland. Nella partita di debutto, gli inglesi pareggiano per 2-2 in casa contro la Juventus, prima di battere in trasferta per 4-0 il Nordsjælland; nella doppia sfida contro lo Šachtar arrivano una sconfitta esterna per 2-1 ed una vittoria interna per 3-2. Il girone si completa con una sonora sconfitta in trasferta per 3-0 ad opera degli italiani ed un largo trionfo casalingo per 6-1 ai danni dei danesi, che sanciscono tuttavia il terzo posto in classifica con 10 punti conquistati, a pari merito con gli ucraini, ma con un minor numero di reti segnate in trasferta nei due scontri diretti contro questi ultimi, i quali costringono appunto i londinesi al ripescaggio in Europa League.
Nei sedicesimi di finale, il Chelsea viene abbinato contro i cechi dello Sparta Praga, battuti con un risultato complessivo di 2-1 tra andata, vinta per 1-0 in trasferta, e ritorno, pareggiato per 1-1 in casa. Agli ottavi di finale, gli inglesi incrociano i rumeni dello Steaua Bucarest, eliminandoli con aggregato totale di 3-2 nel doppio confronto, determinato dalla sconfitta esterna per 1-0 e dal successo interno per 3-1. Ai quarti di finale, i britannici incontrano i russi del Rubin, capaci di estromettere i campioni uscenti dell'Atlético Madrid ai sedicesimi, superandoli con un computo globale di 5-4 nella doppia sfida, generato dal trionfo per 3-1 allo Stamford Bridge e dall'ininfluente sconfitta per 3-2 allo stadio Lužniki. Nelle semifinali, i Blues affrontano gli svizzeri del Basilea, rivelazione del torneo, avendo la meglio con un risultato complessivo di 5-2 nel doppio incrocio, vincendo sia nella città elvetica per 2-1 durante la gara d'andata, sia in quella di ritorno a Londra per 3-1. Per il club londinese si tratta della prima finale in tale competizione, diventando inoltre l'ottava squadra inglese a raggiungerne l'atto conclusivo, nonché la prima europea a riuscirci da detentrice della Champions League.

### Tabella riassuntiva del percorso
Note: In ogni risultato sottostante, il punteggio della finalista è menzionato per primo. (C: Casa; T: Trasferta)
| Squadra       | Pt | G |
| ------------- | -- | - |
| Barcellona    | 13 | 6 |
| Celtic        | 10 | 6 |
| Benfica       | 8  | 6 |
| Spartak Mosca | 3  | 6 |

| Squadra      | Pt | G |
| ------------ | -- | - |
| Juventus     | 12 | 6 |
| Šachtar      | 10 | 6 |
| Chelsea      | 10 | 6 |
| Nordsjælland | 1  | 6 |

## Contesto
All'Amsterdam ArenA di Amsterdam va in scena la finale tra il Benfica e i campioni d'Europa in carica del Chelsea. L'allenatore dei portoghesi, Jorge Jesus, schiera la squadra con il 4-3-3: davanti al portiere Artur, i terzini sono Melgarejo e Almeida, mentre al centro agisce la coppia di difensori formata dal capitano Luisão e Garay. A centrocampo, Matić è il perno davanti alla difesa, con ai suoi lati Rodrigo e Pérez, mentre in attacco vi è il tridente composto da Gaitán, Salvio e Cardozo. Il tecnico degli inglesi, Benítez, sceglie invece lo schieramento con il 4-2-3-1: dinanzi al portiere Čech, la retroguardia è costituita da Cole e Azpilicueta come terzini e da Ivanović e Cahill come difensori centrali. In mediana, il capitano Lampard è affiancato da David Luiz, mentre in fase offensiva, Ramires, Mata e Oscar sono i trequartisti alle spalle dell'unica punta Torres.

## La partita

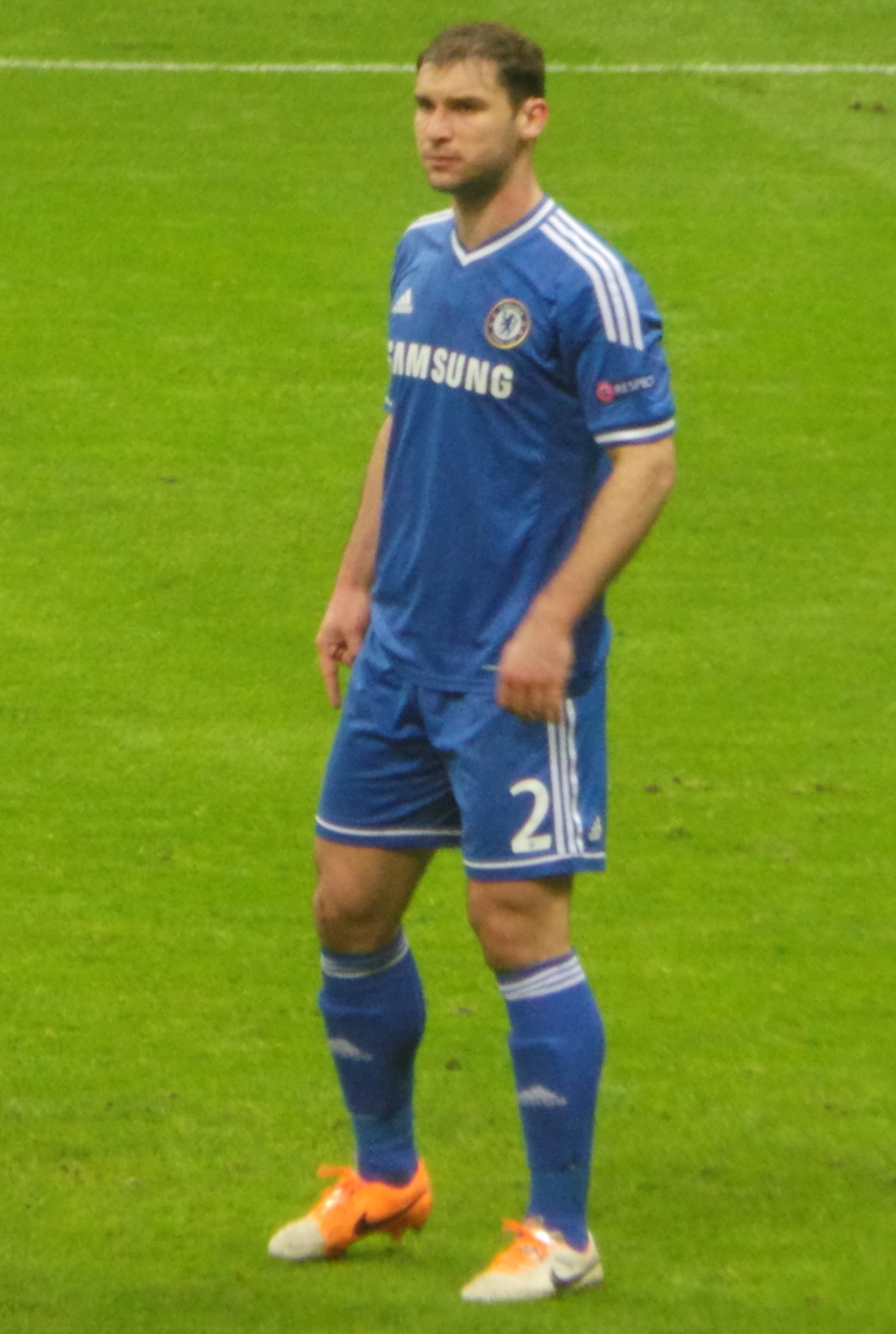
Branislav Ivanović, autore del gol decisivo e premiato come MVP della partita.

Sin dalle prime battute di gara, il Benfica sfoggia una notevole prestazione corale, aggredendo gli avversari e sfiorando il gol con un colpo di testa di Cardozo, su cross di Almeida, che termina di poco fuori. I portoghesi spingono e vanno nuovamente vicini al vantaggio sugli sviluppi di uno schema su punizione battuta da Cardozo, con Rodrigo che tuttavia scivola al momento della conclusione all'interno dell'area. Dopo un gran affanno, il Chelsea perviene due volte al tiro dalla distanza con Lampard, il quale impegna severamente il portiere Artur, autore di uno straordinario salvataggio a mano aperta sul secondo tentativo del centrocampista inglese. Il primo tempo finisce dunque a reti inviolate, nonostante l'ampia mole di gioco costruita dai lusitani.
In avvio di ripresa è sempre il Benfica a creare possibili pericoli con Gaitán, Rodrigo e Salvio; tuttavia è il Chelsea a passare avanti al 60' con Torres che, dopo aver ricevuto una perfetta verticalizzazione di Mata, dribbla prima Luisão e poi anche Artur in uscita, depositando comodamente in rete l'1-0. La reazione dei portoghesi è però immediata e al 68' l'arbitro Kuipers concede loro un calcio di rigore per un tocco di braccio del terzino Azpilicueta, il quale blocca irregolarmente un colpo di testa del subentrato Lima: dal dischetto, Cardozo supera l'estremo difensore Čech e ristabilisce la parità. Dopo una decina di minuti di equilibrio, è di nuovo l'attaccante paraguaiano a sfiorare il sorpasso per i lusitani con una grande conclusione al volo di sinistro da fuori area, che trova tuttavia l'ottima opposizione di Čech. Di tutta risposta, gli inglesi vanno anch'essi vicini al gol con Ramires, lanciato a rete da Oscar e fermato da una provvidenziale chiusura di Luisão, e con Lampard, che centra in pieno la traversa con una bordata dal limite. Proprio quando sembrava necessario il prolungamento della sfida, i londinesi segnano in pieno recupero al 93' il definitivo 2-1 grazie al difensore Ivanović, che svetta in area e con un imperioso colpo di testa ribadisce in rete un calcio d'angolo battuto da Mata. In seguito al triplice fischio del direttore di gara, il Chelsea legittima la conquista della sua prima Europa League, diventando il quarto club europeo, dopo Juventus, Ajax e Bayern Monaco, a trionfare in tutte le tre maggiori competizioni UEFA, nonché il primo a conquistare l'ex Coppa UEFA dopo aver vinto la Champions League nella stagione precedente, detenendo quindi entrambe per un breve lasso di tempo come già capitato al Liverpool e al Porto, i quali però si fregiarono prima dell'Europa League e poi della massima manifestazione continentale nell'anno seguente.

## Tabellino
| Arbitro: | Kuipers |

|                    |           |                           |
| Cardozo 68’ (rig.) | Marcatori | 60’ Torres 90+3’ Ivanović |

| Benfica | Chelsea |

| P           | 1  | Artur                  |       |     |
| D           | 34 | André Almeida          |       |     |
| D           | 4  | Luisão                 | 61’   |     |
| D           | 24 | Ezequiel Garay         | 45+1’ | 78’ |
| D           | 25 | Lorenzo Melgarejo      |       | 66’ |
| C           | 21 | Nemanja Matić          |       |     |
| C           | 35 | Enzo Pérez             |       |     |
| C           | 18 | Eduardo Salvio         |       |     |
| C           | 20 | Nicolás Gaitán         |       |     |
| A           | 19 | Rodrigo                |       | 66’ |
| A           | 7  | Óscar Cardozo          |       |     |
| Panchina:   |    |                        |       |     |
| P           | 13 | Paulo Lopes            |       |     |
| D           | 33 | Jardel                 |       | 78’ |
| C           | 89 | André Gomes            |       |     |
| C           | 23 | Jonathan Urretaviscaya |       |     |
| C           | 10 | Pablo Aimar            |       |     |
| C           | 15 | Ola John               |       | 66’ |
| A           | 11 | Lima                   |       | 66’ |
| Allenatore: |    |                        |       |     |
| Jorge Jesus |    |                        |       |     |

| P              | 1  | Petr Čech          |     |
| D              | 28 | César Azpilicueta  |     |
| D              | 2  | Branislav Ivanović |     |
| D              | 24 | Gary Cahill        |     |
| D              | 3  | Ashley Cole        |     |
| D              | 4  | David Luiz         |     |
| C              | 8  | Frank Lampard      |     |
| C              | 7  | Ramires            |     |
| C              | 10 | Juan Manuel Mata   |     |
| C              | 11 | Oscar              | 14’ |
| A              | 9  | Fernando Torres    |     |
| Panchina:      |    |                    |     |
| P              | 22 | Ross Turnbull      |     |
| D              | 19 | Paulo Ferreira     |     |
| C              | 12 | Mikel John Obi     |     |
| C              | 57 | Nathan Aké         |     |
| C              | 30 | Yossi Benayoun     |     |
| C              | 13 | Victor Moses       |     |
| A              | 21 | Marko Marin        |     |
| Allenatore:    |    |                    |     |
| Rafael Benítez |    |                    |     |

| Uomo partita: Frank Lampard (Chelsea) |